# Cheirogaleidae
Super-famille
Famille
La famille des cheirogaleidés (Cheirogaleidae) est l'une des cinq familles actuelles de primates lémuriformes.
Cette famille est placée par certains auteurs dans le groupe des primates lorisiformes.

## Description
Les cheirogaleidés sont des lémuriens de petite taille, présentant une tête plus aplatie que celle des lémuridés, et dont les deux grand yeux sont rapprochés. Les femelles ont trois paires de mamelles.

## Comportement
Les cheirogaleidés sont des animaux nocturnes et arboricoles.

### Classification
- sous-famille Cheirogaleinae :
  - genre Microcebus - les microcèbes
    - Microcebus berthae - Microcèbe de Mme Berthe
    - Microcebus griseorufus - Microcèbe gris-roux
    - Microcebus murinus — Microcèbe mignon
    - Microcebus myoxinus — Microcèbe pygmée
    - Microcebus ravelobensis — Microcèbe brun-doré
    - Microcebus rufus — Microcèbe roux
    - Microcebus sambiranensis
    - Microcebus tavaratra - Microcèbe marron du Nord

  - genre Cheirogaleus - les lémurs nains
    - Cheirogaleus adipicaudatus
    - Cheirogaleus andysabini
    - Cheirogaleus crossleyi
    - Cheirogaleus major — Grand chirogale, chirogale de Milius
    - Cheirogaleus medius — Petit chirogale, chirogale à queue grasse
    - Cheirogaleus minusculus
    - Cheirogaleus ravus

  - genre Allocebus - les allocèbes
    - Allocebus trichotis — Chirogale à oreilles velues, allocèbe

  - genre Mirza - les mirza
    - Mirza coquereli ex Microcebus coquereli - Microcèbe de Coquerel
    - Mirza zaza - Microcèbe géant du Nord
- sous-famille Phanerinae
  - genre Phaner
    - Phaner furcifer— Lémurien à fourche oriental
    - Phaner electromontis - Lémurien à fourche de la montagne d'ambre
    - Phaner pallescens - Lémurien à fourche occidental, phaner pâle
    - Phaner parienti - Lémurien à fourche de Pariente